# 浩劫求生
《浩劫求生》（英語：Surviving Disaster）是Spike制作的真实灾难情况的模拟。 由前海军海豹突击队队长卡德·考特利主持，每集讲述的都是最坏情况下的情景以及观众可以如何生存。迄今为止已经播出了十集。 
每一集，主持人凯德·科特立，将会和五个人进入一个或者多个相同类型的灾难模拟当中。主持人将全程参与到节目中，但是主要给予其他五个人一些指导，并且会不定时提示要点和注意的地方。此外，还将采访一些相关的专家和类似灾难的幸存者，对一些专业名词等进行解析和讲述灾难发生时的经历。

## 情节摘要
每集节目都以凯德·考特利（Cade Courtley）的身影为背景，通常由五个人组成。灾难具有最坏的情况，考特利会根据情况为个人提供如何生存的建议，并向听众提供有关生存的提示。 这总是包括对类似灾难的专家和幸存者的采访。有时，演出可能会描述同一场灾难中的两个或多个不同场景（被抓到与核爆炸相距不同的距离，在家庭入侵/人质情况下在不同情况下举行或逃脱了不同的流行病）。 在这些情况下，Courtley仍然同时作为两个方案组的成员参加。 有时，一个小组中的一个人可能会做出轻率的选择，从而导致后果，使他们不听Cade的警告，从而使生存困难更加困难。     

有时，在一集节目中也会模拟多个类似的灾难的不同情境：比如在“毒气攻击”中分别说了流行病疫情和在地铁内的人为释放毒气两个灾难；在“核弹攻击”中，离核爆地点，远近不同的自救方法；在“恶徒入侵”中，模拟在不同地方和环境被歹徒捆绑的自救方法等等，主持人凯德·科特立将会同时参与到两组的模拟中。

## 节目播出
[浩劫求生：第1集 劫机事件] "Hijack" (2009-09-02)
[浩劫求生：第2集 烈焰火场] "Fire" (2009-09-09)
[浩劫求生：第3集 飓风来袭] "Hurricane" (2009-09-16)
[浩劫求生：第4集 恶徒入侵] "Home Invasion" (2009-09-23)
[浩劫求生：第5集 高山雪崩] "Avalanche" (2009-09-30)
[浩劫求生：第6集 海上船难] "Lost at Sea" (2009-10-07)
[浩劫求生：第7集 商场枪战] "Mall Shooting" (2009-10-14)
[浩劫求生：第8集 核弹攻击] "Nuclear Attack" (2009-10-21)
[浩劫求生：第9集 强烈地震] "Earthquake" (2009-11-04)
[浩劫求生：第10集 毒气攻击] "Pandemic" (2009-11-11)

## reference
1. ↑  .   [2020-03-03]. （原始内容存档于2017-12-31）.